# İsmetpaşa, Mahmudiye
İsmetpaşa là một xã thuộc huyện Mahmudiye, tỉnh Eskişehir, Thổ Nhĩ Kỳ. Dân số thời điểm năm 2011 là 1.369 người.